# سیارک ۲۱۴۰۷
سیارک ۲۱۴۰۷ (به انگلیسی: 21407 Jessicabaker، نامگذاری:1998FL64) بیست و یک هزار و چهارصد و هفتمین سیارک کشف شده‌است که در ۲۰ مارس ۱۹۹۸ کشف شد.
قدر مطلق سیارک برابر ۲۲.۴ است.